# 金門縣歷史
金門舊名浯洲，又有仙洲、浯江、浯島諸稱。金門自古屬福建同安縣所轄，民國四年始創縣治。金門一地在同安縣的歷史有著重要地位，有「無金不成銀」、「無金不成銅」的俗諺。金門原名浯州，因其地形格外的重要，顯得「固若金湯，雄鎮海門」，金門這個地名由此而來。晉朝五胡亂華時因百姓不甘受外族統治紛紛南遷，成為最早到金門的人民。唐朝時金門便有牧馬區當時跟隨馬監來金門的有將佐衛傑、李俊、王、錢，民國四年，金門設縣，民國26年至34年抗日戰爭期間被日本攻佔，民國38年中華民國政府退守台灣，以金門作為反共的第一要塞。

## 史前時期
金門島的人類活動可以追溯至8000年前。學界普遍將金門史前文化分為復國墩文化（約8000～5000年前）及浦邊文化（約4000～3500年前）兩個類型，關於兩種文化之間為何有斷層，目前學者尚無定論。

## 晉代至唐代
漢族人對金門的開發依據可考的史料始於晉代。根據清代《金門志》的記載，晉代共有蘇、陳、吳、蔡、呂、顏六姓家族因躲避戰禍移居金門。
貞元十九年（803年），唐代朝廷在泉州設置五個牧馬場，浯洲為其中之一，陳淵任牧馬監， 閩觀察使柳冕，在烈嶼島上紅石山上設有牧馬寨做為牧馬之用，此為金門島上設置行政機構之始。蔡、許、翁、李、張、黃、王、呂、劉、洪、林、蕭十二姓隨陳淵入島開墾，陳淵因此而被尊為「開浯恩主」。

## 宋代至明代中期
金門（舊稱浯洲）因產鹽， 在宋元兩代烈嶼島上就已設鹽場。歷經五代閩王王審知及元明清等朝開發後，造就金門東半島上之金沙灣周圍鹽埕林立，元朝統治時（1343年～1368年）實質統治，遂於浯洲鳳翔里十七都後學村（今沙美），設置浯洲鹽場司官職從七品官，在今金沙國中至東埔及榮光新村一帶）及浯洲書院（今沙美菜市場），沙美因處金沙灣與汶水溪及金沙溪交匯處，在元代，係為金門地區最高行政機關浯洲鹽場司與浯洲書院之舊址（元朝浯洲鹽場司馬闕司令興建）。過往的金沙地區更是金門地區居住人口與風獅爺最為稠密的地方（金門全島共64尊風獅爺，金沙鎮則高達39尊、沙美有3尊）。元朝統治時，中國沿海各地與國外交流密集，當時的沙美（後學村），因位處金沙灣、浯洲鹽場司、浯洲書院（明代為金山書院）、官鎮埕、永安埕、浦頭埕、沙美埕等鹽埕邊緣，除了島民、鹽工與書生眾多及船運便利之外，區域內更是政商雲集。明朝統治時金門鹽產業到達顛峰，因為鹽場多集中於後學村（今沙美）附近，使後學街（今沙美老街）成為當時各宗族間及沙美與金門、中國、南洋等商業、產業、農漁產品買賣集散地。
洪武二十年（1387年），明太祖朱元璋令江夏侯周德興經略福建沿海，共設五衛十二所。金門守禦千戶所為十二所之一，明兵部稱呼金門是「金門所」，下轄峰上、官澳、田浦、陳坑四個巡檢司，後又增設烈嶼巡檢司。因金門固守福建東南海口，取「固若金湯，雄鎮海門」之意而得名金門。
嘉靖四十四年（1565年），青嶼人張鳳徵、沙尾人蕭復陽中進士，是金門首次有兩名鄉賢同時中進士:49。
隆慶二年（1568年），平林蔡貴易中進士，是平林蔡氏首位進士:49。這年鳳山（西洪）人洪受寫成《滄海紀遺》一書:49。
萬曆十六年（1588年），戊子科鄉試金門有八人同時中舉，被譽為「八鯉渡江」:49。萬曆十七年（1589年）己丑科會試金門有五人同時上榜，被譽為「五桂聯芳」:49。萬曆廿三年（1595年），蔡厝蔡復一、青嶼張繼桂中進士:49。萬曆廿九年（1601年），後浦許獬奪魁成為「會元」，殿試二甲一名，此外大嶝張廷拱也有上榜:49。萬曆四十四年（1616年），甌壟出生的林釬取得殿試一甲三名的成績，青嶼張朝綱也在這年上榜:49。

## 明末至清代
明朝末年，鄭芝龍稱雄閩臺海域，以金門、廈門為基地，樹旗招兵。1645年（清順治2年）鄭芝龍降清後，先派其弟鄭鴻逵屯金門。不久，金、廈為擁護魯王朱以海的鄭聯、鄭彩兄弟所據。南明鄭成功於1646年在烈嶼島上吳山會文武群臣，曾派林習山駐守烈嶼，以此島做為「反清復明」根據地之一。1650年（順治7年；南明永曆4年），鄭成功驅逐鄭氏兄弟，金廈成為其抗清基地之一。不久明鄭又重返金、廈兩島，至康熙平臺後，金門航運地位逐漸為廈門所奪。清代中後期，因生活困難，金門人相率下南洋或東渡日本，成為海外僑民。1651年8月，南明魯王朱以海從舟山逃往金門，並於1662年11月病故於金門，死後安葬在金門城東之青山岩，為魯王墓。1663年（康熙2年；永曆17年）11月，耿繼茂、李率泰督清軍及明鄭降兵攻取金門和廈門，明鄭周全斌部不敵而退至東山。清軍登陸兩島後，男女被擄掠一空，最後「墮其城、焚其屋，棄其地而回。」 永曆十八年（1664年）清軍攻佔金門後，曾採取遷界措施，強制居民遷至海岸綫30華外，島上人煙無存。永曆二十八年（1674年）至三十三年（1679年），鄭氏復佔金門，並以此作爲對大陸進行軍事行動的前進基地。永曆三十四年（1680年）清軍二度攻佔金門，明鄭投降，金、廈遂為清朝所有。 永曆三十七年（1683年）清軍攻佔臺灣後實施復界，因遷界離開的居民陸續返回原籍。清代時為防倭寇，立塞置汛。

## 中華民國

### 大陸時期
民國元年（1912年）4月18日廈門軍政府參事會派代表向福建都督府請願獲准，廈門與金門一同從同安縣獨立為「思明縣」，但該年9月18日思明縣便升格為「思明府」，直到民國2年（1913年）3月30日又廢府改回「思明縣」。民國3年（1914年）福建巡按使許世英咨陳內政部，派左樹燮為金門籌辦設治委員，於同年7月奉准後將金門地區（大、小金門與大、小嶝等島）從思明縣獨立出來設置金門縣（歸廈門道管轄，乃二等縣治）。金門縣於民國4年（1915年）4月9日奉批令成立縣治，設縣知事，改縣丞署為縣公署。金門縣轄境包括大、小金門，大、小嶝島及周邊島嶼；分為六都、十保、一百六十六鄉。民國22年（1933年）閩變發生後一度由中華共和國所據，劃為泉海省。1935年改為4區32聯保，民國25年（1936年）重新整編為3區12聯保。

### 日本手時期
民國26年（1937年）中日戰爭時期，日軍於10月26日進攻金門:126:21，金門縣政府遷至大嶝鄉上租借民房辦公。
民國34年（1945年）第二次世界大戰結束後，中華民國收復金門，設二鎮四鄉；民國35年（1946年）變更為二鎮二鄉。

### 軍管時期
民國37年（1948年）12月10日，中華民國政府發佈全國戒嚴令，從此金門縣進入戒嚴。民國38年（1949年）年初，改為金城、沙美、烈嶼、大嶝四區區公所，同年10月，解放軍進佔福建沿海，中華民國國軍自嶝島群島（大嶝、小嶝）撤退，古寧頭戰役爆發，金門全境進入「軍管時期」，同年11月古寧頭戰役結束後，金門縣政府建制被撤銷，中華民國國軍將金門全境劃分為金東、金西、烈嶼三個軍管區，各設民政處管轄地方行政，下轄城廂區、金城區、金盤區、滄湖區、碧湖區、金沙區、烈嶼區、古寧區、瓊浦區等九個區公所。民國39年（1950年）3月，金東、金西、烈嶼三個軍管區的民政處合併為「金門軍管區行政公署」。民國40年（1951年）7月分設金城、金寧、金湖、金沙、烈嶼五個行政區。同年12月增設金山行政區。
民國42年（1953年）2月結束軍管制度，改實施軍政一元化的戰地政務體制，金門縣政府恢復建制，原金門軍管區行政公署各行政區改為鄉鎮，成立三鎮三鄉，但地方行政的決策與指揮監督由金門防衛司令部下設「政務委員會」負責，以軍領政。民國43年（1954年）6月莆田縣烏坵地區設鄉，指定暫由金門縣代管，此時金門縣共轄有金城鎮、金沙鎮、金寧鄉、金湖鄉、金山鄉、烈嶼鄉、烏坵鄉等二鎮五鄉。民國48年（1959年）增設金瓊鄉，並改金湖為鎮。民國54年（1965年）9月撤置金山鄉及金瓊鄉。
民國47年（1958年）8月23日－10月5日，中華人民共和國聲稱「聲援中東人民的反侵略鬥爭」，於金門爆發八二三砲戰。民國68年（1979年），美國與中華人民共和國建交，中國發表《停止砲擊大、小金門等島嶼的聲明》，歷時21年的金門砲戰正式劃上句號。
中華民國國軍自1949年10月撤出金門縣大嶝郷後，中華人民共和國政府曾於1955年在大嶝郷設立金門縣人民政府,1970年12月併入同安縣（今廈門市翔安區大嶝街道），金門縣人民政府撤銷。
民國72年6月6日，料羅灣發生空難:184。
民國76年（1987年）3月7日至8日，烈嶼鄉東崗漁蚵港外灘岸發生濫殺越南難民的三七事件（東崗慘案）。
民國80年（1991年）5月1日，《動員戡亂時期臨時條款》被廢除，同一天，金門縣因為仍屬戰地，進入臨時戒嚴。

### 正常化時期
民國81年（1992年）11月7日，隨著兩岸關係趨向和緩，加上各界力促金馬解嚴，國防部宣佈金門縣解除戒嚴，正式結束長達四十三年之久的戒嚴與實施三十六年的戰地政務實驗。
民國84年（1995年）10月18日，成立「金門國家公園」，是中華民國第六座國家公園，是首座位於金馬的國家公園，也是首座以維護歷史文化資產、戰役紀念為主，並兼具自然資源的國家公園。
民國90年（2001年）2月3日，啟動金門-廈門航海線，開始「小三通」。
民國102年（2013年）5月23日，金門縣政府委託美國Aecom公司與日月辰工程顧問公司規劃「金門概念性總體規劃案」，預計花費近兩年時間完成。

## 氣候
雪
1872年，清同治11年，冬十一月，雨雪三日，冰堅二寸許，長老皆以為未見也。
1892年，清光緒18年，十二月初旬，雨雪三日，為年少者所未曾見。
1959年，民國48年，二月二十二日，奇寒，太武山上飄雪。
雹
1819年，清嘉慶24年，夏四月，大雨雹，壞禾麥，總兵署大榕連數抱者，絕根而仆。
1827年，清道光7年，春三月，大雨雹，廢(發)屋破窗，麥仆歉收。
1944年，民國33年，三月二十六日，降雹，大如拳，小如豆，農作物被毀殆盡。
1979年，民國68年，四月二日，全縣各鄉鎮於上午九時五十分，突然降落大小不一之冰雹，歷時十五分鐘，此一異象為三十五年來所僅見。

## 戰爭
- 抗日戰爭（金門淪陷）——民國26年10月26日
- 古寧頭大捷——民國38年10月28日
- 大擔島戰役——民國39年7月26日
- 九三砲戰——民國43年9月3日
- 八二三砲戰——民國47年8月23日